# Castell Meurig
Castell Meurig är ett slott i Storbritannien.   Det ligger i kommunen Carmarthenshire och riksdelen Wales, i den södra delen av landet, 260 km väster om huvudstaden London. Castell Meurig ligger 56 meter över havet.
Terrängen runt Castell Meurig är kuperad åt sydväst, men åt nordost är den platt. Castell Meurig ligger nere i en dal.Runt Castell Meurig är det ganska tätbefolkat, med 72 invånare per kvadratkilometer. Närmaste större samhälle är Brynamman, 14,6 km söder om Castell Meurig. Trakten runt Castell Meurig består i huvudsak av gräsmarker.